# A Scanner Darkly
A Scanner Darkly (bra: O Homem Duplo; prt: A Scanner Darkly - O Homem Duplo) é um filme de animação americano de 2006, dirigido por Richard Linklater, baseado no livro de mesmo nome de 1977, escrito por Philip K. Dick, autor de ficção científica com muitas adaptações para o cinema, como Minority Report, Paycheck, Total Recall ou Do Androids Dream of Electric Sheep? - que deu origem ao clássico Blade Runner.

## Elenco
- Keanu Reeves como Bob Arctor/Fred/Bruce
- Robert Downey, Jr. como James "Jim" Barris
- Winona Ryder como Donna Hawthorne/Hank/Audrey
- Woody Harrelson como Ernie Luckman
- Rory Cochrane como Charles Freck

## Recepção

### Bilheteria
A Scanner Darkly foi lançado em 17 salas de cinema e arrecadou US$ 391.672, com uma média por cinema de US$ 23.039. O filme teve alguma expansão nas semanas posteriores, porém, no final das contas, faltou cerca de US$ 1 milhão para recuperar seu orçamento de produção de US$ 8,7 milhões. Arrecadou US$ 5,5 milhões na América do Norte e US$ 2,2 milhões no exterior.

### Resposta da crítica
No site agregador de críticas Rotten Tomatoes, 68% das 188 resenhas dos críticos são positivas, com uma classificação média de 6,6/10. O consenso do site diz: "Uma adaptação fiel do romance de Philip K. Dick, A Scanner Darkly leva o espectador a uma viagem visual e alucinante à concepção do autor de um mundo viciado em drogas e politicamente instável." O Metacritic, que usa uma média ponderada, atribuiu ao filme uma pontuação de 73 em 100, baseado em 33 críticos, indicando críticas "geralmente favoráveis".